# Lonchoptera nerana
Espèce
Lonchoptera nerana est une espèce de diptères de la famille des Lonchopteridae.